# Danny Bacher
Danny Bacher (* 15. Januar 1976 in Wayne (New Jersey); † 16. Dezember 2024) war ein US-amerikanischer Jazzmusiker (Gesang, Sopransaxophon), Schauspieler, Tänzer und Comedian.

## Leben und Wirken
Bacher absolvierte die Wayne Hills High School und studierte später an der New Jersey City University. Mit zehn Jahren begann er, Altsaxophon zu spielen.
Bacher war ein früher Unterstützer und Künstler des Veranstaltungsortes The Jazz Loft in New Brunswick, und ihm wird der erste „offizielle Jazz Loft-Auftritt“ zugeschrieben, der lange vor Abschluss der Renovierungsarbeiten um 2014 stattfand. Neben seinen zahlreichen Auftritten in The Jazz Loft konzertierte er an Veranstaltungsorten wie dem Blue Note, Birdland, Feinstein’s 54 Below, im Jazz at Lincoln Center und in der Town Hall. Er trat mehrmals in der Carnegie Hall auf, zuletzt an der Seite von Michael Feinstein. Unter eigenem Namen veröffentlichte er zwei Studioalben, Swing That Music! und Still Happy auf dem Label Whaling City Sound.
Bacher betätigte sich als Sänger, Sopransaxophonist, Tänzer, Komponist und Comedian; außerdem legte er mit Bernie Hogya ein Buch mit dem Titel „Collecting Laurel and Hardy“ über seine persönliche umfangreiche Sammlung von Erinnerungsstücken von Laurel und Hardy vor.
Im Bereich des Jazz war er laut Tom Lord zwischen 2016 und 2022 an vier Aufnahmesessions beteiligt. In der Zeit vor seinem Tod an den Folgen eines Herzinfarkts arbeitete er an einem Aufnahmeprojekt, das Harry Nilsson gewidmet war.
Bacher, der mit dem Margaret Whiting Award ausgezeichnet wurde, wurde außerdem zusammen mit Harry Connick, John Pizzarelli und Michael Bublé in der Leserumfrage der JazzTimes 2019 als bester männlicher Sänger nominiert und war 2020 und 2021 unter den ersten vier Platzierten, neben Kurt Elling, Gregory Porter und Tony Bennett. Er erhielt außerdem den Bistro Award 2023 für herausragende Leistungen als Sänger/Instrumentalist in der New Yorker Unterhaltungsszene. Bacher wurde von Terry Gibbs als Sänger für die Aufnahme seines Songbooks ausgewählt, erschienen auf dem Album The Terry Gibbs Songbook.
Des Weiteren war Bacher als Bacher als Kunstpädagoge in seinem Heimatstaat New Jersey tätig. Als Teil des landesweit anerkannten Educational Arts Team unterrichtete er kunstintegrierte Lehrpläne für verschiedene Klassenstufen sowie Schauspiel, Theaterimprovisation, Magie und Puppenspiel. Zusammen mit seinem Bruder war er Mitschöpfer der außerschulischen Puppenspielserie The Backyard Players (2008–2012) und wirkte in den 2010er-Jahren bei der Leitung von Camp Liberty, einem kunstbasierten Sommerprogramm in Jersey City.

## Diskographische Hinweise
- Swing That Music! (2016), mit Warren Vaché, Dave Demdrey, Houston Person, Jason Teborek, Howard Alden, Ray Drummond, Bill Goodwin, Pete McGuinness, Cyrille Aimée, Josh Basher, John McLellan, Paul Wickliffe
- Still Happy (2018), mit Charles Caranicas, Harry Allen, Allen Farnham, Dean Johnson, Alvester Garnett, Rolando Morales-Matos
- Terry Gibbs: The Terry Gibbs Songbook (2023), mit Scott Hamilton, Harry Allen, Tom Ranier, Mike Gurrola, Gerry Gibbs